# La grande avventura del piccolo principe Valiant
La grande avventura del piccolo principe Valiant (太陽の王子 ホルスの大冒険?, Taiyō no ōji - Horusu no daibōken, lett. "Il principe del sole - La grande avventura di Hols"), conosciuto anche con il titolo Il segreto della spada del sole, è un film d'animazione del 1968 diretto da Isao Takahata.
Pellicola di produzione giapponese ad opera dalla Toei Dōga.

## Trama
Il giovane Hols si salva dall'attacco di un branco di lupi argentati grazie al provvidenziale risveglio di Mog, un gigante di roccia. Questi, dopo la fuga dei lupi, si lamenta per un dolore alla spalla ed il giovane, grato per lo scampato pericolo, si adopera per scoprirne la causa, che trova in una vecchia spada conficcata nel granitico essere. Estratta la lama, il gigante rivela al ragazzo che si tratta della leggendaria "Spada del sole", ma che per poterla utilizzare essa dovrà essere temprata di nuovo.
Nel frattempo il vecchio padre di Hols si è ammalato, ed in punto di morte rivela al ragazzo che, prima di ritrovarsi in solitudine lì dove lo ha cresciuto, egli viveva in un ridente villaggio più a nord. Qui, quando Hols era appena un neonato, apparve però un mostro malefico a seminare l'odio e la discordia tra gli abitanti, che finirono per ammazzarsi a vicenda, mettendo a ferro e fuoco lo stesso villaggio.
Rimasto solo, Hols decide di fare ritorno nella terra natia e, presa con sé la spada ed un'ascia donatagli dal padre, salpa insieme al piccolo orso Koro con una piccola barca a vela, facendo rotta verso nord. Appena sbarcato, però, viene afferrato da una grande aquila che lo porta sulle montagne, al cospetto di Grunwald, l'onnipotente Signore dei Ghiacci, che lo invita ad unirsi a lui nella conquista del mondo.
Istintivamente Hols capisce che è proprio Grunwald il perfido mostro di cui gli aveva parlato il padre, e rifiuta la proposta, suscitando l'ira del demone, che lo fa precipitare giù dalla montagna. Il ragazzo finisce svenuto in un fiume, la cui corrente lo trasporta nei pressi di un villaggio di pescatori.
Soccorso e rifocillato, Hols apprende che una grave penuria di pesci affligge le acque del vicino lago, dove da tempo imperversa un enorme luccio. Senza pensarci due volte, affronta il terribile pesce e lo uccide, portando di nuovo la gioia e l'abbondanza tra gli abitanti, che però esorta subito ad organizzarsi per difendersi dal malvagio Grunwald: in realtà il luccio era solo una delle sue terribili creature, che egli usa per distruggere gli uomini e dominare il mondo.
Ed infatti, di lì a poco il villaggio viene assalito da un branco di lupi argentati che gli abitanti riescono a respingere a malapena. Lanciatosi all'inseguimento dei lupi in fuga, Hols capita tra le rovine di un villaggio sulle rive di un grande lago, dove conosce Hilda, una dolce ragazza solitaria dalla voce melodiosa. Il ragazzo decide di portarla con sé al villaggio dei pescatori, e qui la giovane, grazie al suo canto, viene ben presto accettata ed amata da tutti.
Hilda nasconde però un terribile segreto, poiché in realtà è la sorella di Grunwald, da lui incaricata di portare l'odio e la discordia anche in questo villaggio. Ma quando tutto sembra perduto, Hols, grazie al pentimento di Hilda e all'aiuto del redivivo gigante di roccia Mog, con la Spada del sole finalmente ritemperata riuscirà a guidare la popolazione unita nello scontro finale per la libertà dall'oppressione del gelido potere di Grunwald.

## Produzione
Nel 1965 la Toei era attraversata da forti proteste sindacali, con la maggioranza degli animatori esasperati per gli insostenibili ritmi di lavoro, ma anche per la scarsissima libertà creativa lasciata loro dalla direzione. In questa situazione, per allentare la tensione la dirigenza decise di accogliere alcune delle richieste, ed affidò al leader della protesta, Yasuo Ōtsuka, la direzione dell'animazione di una nuova produzione, sui cui contenuti diede inizialmente carta bianca allo staff. Ōtsuka riuscì anche ad avere come regista il giovane Isao Takahata, conosciuto da poco nelle assemblee sindacali, ed ottenne di essere affiancato per l'animazione dal suo maestro, il veterano Yasuji Mori. Nello staff entrò anche un giovane Hayao Miyazaki, cui vennero affidati i fondali e parte dell'animazione. Il soggetto, scelto da Ōtsuka e Takahata, venne tratto da Chikisani no taiyō, una pièce per il teatro delle marionette scritta in gioventù dallo sceneggiatore Kazuo Fukazawa, ispirata alla tradizione folcloristica degli ainu.
L'azienda, però, preoccupata dall'eccessiva localizzazione del soggetto, che avrebbe penalizzato la distribuzione internazionale del film, cercò di imporre un testo decontestualizzato e quanto più divertente possibile, dato che nelle intenzioni della dirigenza il film avrebbe dovuto rivolgersi esclusivamente ai bambini, ma riuscì ad ottenere soltanto che la storia fosse ambientata in una imprecisata regione del nord Europa. La produzione sarebbe durata ben tre anni, anziché gli otto mesi previsti, in un continuo tira e molla tra lo staff e la direzione, che arrivò anche a sospendere a più riprese i lavori per il mancato rispetto delle scadenze. Takahata, inoltre, avrebbe voluto che la pellicola durasse almeno 95 minuti, ma non ne ottenne più di 80, e così dovette tagliare a malincuore alcune scene, come quella dell'attacco dei lupi al villaggio, resa con una serie di immagini fisse.
L'idea di Ōtsuka e Takahata, convinti come erano che l'animazione dovesse liberarsi una volta per tutte dall'etichetta di intrattenimento per bambini, era di creare un'opera adulta nei temi e sperimentale nella tecnica. Il 12 luglio 1968 il film uscì con il titolo Taiyō no ōji - Horusu no daiboken, per un costo finale di ben 130 milioni di yen, quasi il doppio del budget fissato in partenza, ma il risultato in termini artistici è assoluto: senza nulla concedere all'imperante imitazione del fastoso stile americano, con soli 58000 disegni vengono privilegiate le scelte di regia, con inquadrature ricercate ed un gran lavoro di approfondimento psicologico dei personaggi. Tuttavia, malgrado le critiche positive, il film si rivelò un grande insuccesso commerciale, e la casa giapponese lo ritirò dalle sale dopo soli 10 giorni di programmazione. In effetti, la dirigenza della Toei non aveva mai digerito il progetto, autorizzato più per motivi sindacali che per scelta di produzione, e malgrado il cospicuo investimento effettuato, non ne curò adeguatamente il lancio promozionale, lasciando che la pellicola fosse attesa come il solito lungometraggio animato per bambini, anziché come quel "film" in piena regola che esso era ed è in realtà, determinando così in buona parte la scarsa risposta di pubblico.

## Distribuzione

### Edizione italiana
In Italia il film venne distribuito nei cinema nel 1969 dalla Glam Oriental Film con il titolo La grande avventura del piccolo principe Valiant, derivato da quello internazionale Little Norse Prince Valiant, che paragonava fittiziamente il protagonista al Principe Valiant dell'omonima serie a fumetti. L'edizione italiana era a cura dallo studio Dragon Films. La regia era accreditata nelle locandine a un fantomatico Terence Flasch e nei titoli di testa cinematografici a Yasuo Ōtsuka, in realtà direttore delle animazioni. Nel 1978 circa il film venne distribuito in pellicola Super 8 per la visione domestica dalla Shark Film, e poco dopo iniziò a essere trasmesso su varie televisioni locali (sempre nel 1978 passò anche su Rai 1). Venne in seguito pubblicato in VHS da Cinehollywood con lo stesso titolo della versione cinematografica e poi da Avo Film con il più inerente Il segreto della spada del sole. La prima edizione DVD, che riporta entrambi i titoli italiani, fu curata ancora dalla Cinehollywood nel 2006 (questa versione accredita erroneamente la regia ad Hayao Miyazaki), mentre altre uscirono per Cecchi Gori e Yamato Video nel 2012. Tutte queste edizioni in Super 8, VHS e DVD presentano il film convertito in 4:3 pan and scan a pieno schermo, tagliando buona parte dell'immagine ai lati.
Durante il Lucca Comics & Games 2017 l'editore Dynit ne annuncia una nuova pubblicazione sia in DVD sia in Blu-ray, all'interno della collana Toei Classics, poi distribuita da marzo 2018: questa edizione presenta il film con il formato originale e include anche una traccia sottotitoli ritradotta.

### Altre edizioni estere
In Francia il film è distribuito come Horus - Le Prince du Soleil dalla casa editrice Wild Side Films, che ha operato il completo restauro della pellicola nel suo formato originario e l'ha pubblicata in DVD.
Il nome del protagonista è espresso in lingua originale con i katakana Horusu. A causa delle consuete imperfezioni dei caratteri sillabici giapponesi nel traslitterare alcuni suoni di altre lingue (per esempio, la mancata distinzione dei suoni l e r), il nome potrebbe essere reso in caratteri latini in più modi: in particolare nelle edizioni estere del film si usa talvolta la forma Hols (come nell'edizione italiana) ed in altri casi Horus.